# Køng Idrætshøjskole
Køng Idrætshøjskole blev oprettet i 1877 som almindelig højskole. I 1977 ændrede den navn til Køng Folke- og Idrætshøjskole. Køng Idrætshøjskole lukkede i 2009. I dag drives Køng Idrætsfriskole i lokalerne.